# مهوش افشارپناه
مهوش افشارپناه (زادهٔ ۱۳۲۸ در سقز) بازیگر تئاتر، بازیگر سینما و تلویزیون و دوبلور اهل ایران است. خانواده او اصالتا ترک و اهل ارومیه هستند.

## زندگی
او لیسانس کارگردانی و بازیگری تئاتر را از دانشکدهٔ هنرهای دراماتیک گرفته‌است. او خواهر کورش افشارپناه، بازیگر است.

## فیلم‌شناسی

### سینمایی
- تروماى سرخ(١٣٩٥)
- كمدى انسانى(١٣٩٥)
- امشب شب مهتابه (۱۳۸۷)
- ابراهیم (۱۳۷۵)
- به خاطر هانیه (۱۳۷۳)
- پاییز بلند (۱۳۷۲)
- زینت (۱۳۷۲)
- زیر بام‌های شهر (۱۳۶۸)
- لنگرگاه (۱۳۶۷)
- خانه در انتظار (۱۳۶۶)

### مجموعه تلویزیونی
| سال  | نام سریال                | کارگردان                   | توضیحات                   |
| ---- | ------------------------ | -------------------------- | ------------------------- |
| ۱۳۶۶ | خانه در انتظار           | منوچهر عسگری نسب           | شبکه ۲ ۵ قسمت             |
| ۱۳۶۸ | هزاران برگ و هزار رنگ    | حسین فردرو                 | شبکه ۱                    |
| ۱۳۶۹ | مش خیرالله صندوقچه اسرار | داریوش مودبیانحسین فردرو   | شبکه ۲ ۱۵ قسمت            |
| ۱۳۷۰ | این خانه دور است         | بیژن بیرنگمسعود رسام       | شبکه ۲                    |
| ۱۳۷۲ | پاییز بلند               | منوچهر عسگری نسب           | شبکه ۲                    |
| ۱۳۷۲ | یک سؤال و چند جواب       | حسین فردرو                 | شبکه ۲                    |
| ۱۳۷۵ | شب و مه                  | احمد بخشی                  | شبکه ۲ ۸ قسمت             |
| ۱۳۷۵ | تصویر یک رؤیا            | احمد امینی                 | شبکه ۱ ۱۴ قسمت            |
| ۱۳۷۷ | روزهای زندگی             | سیروس مقدم                 | شبکه ۳ ۳۵ قسمت            |
| ۱۳۷۹ | ذبیح                     | عباس مرادیانمصطفی پورحامدی | شبکه ۱ ۵ قسمت             |
| ۱۳۸۰ | تصمیم نهایی              | محسن شاه محمدی             | شبکه ۱ ۱۵ قسمت            |
| ۱۳۸۴ | کلانتر ۲                 | محسن شاه محمدی             | شبکه اپیزود مسافر خوشبختی |
| ۱۳۸۹ | قفسی برای پرواز          | یوسف سید مهدوی             | شبکه ۱ ۳۲ قسمت            |
| ۱۳۹۹ | بوم و بانو               | سعید سلطانی                | شبکه ٢ ۴١ قسمت            |
| ١۴٠٠ | یاور                     | سعید سلطانی اصغر نعیمی     | شبکه ٣                    |

## جوایز
- کاندید سیمرغ بلورین بهترین بازیگر نقش مکمل زن سال ۱۳۶۸ برای فیلم زیر بام‌های شهر
- کاندید سیمرغ بلورین بهترین بازیگر نقش مکمل زن سال ۱۳۷۳ برای فیلم به خاطر هانیه